# نظر أباد (سميرم)
نظر أباد هي قرية في مقاطعة سميرم، إيران. يقدر عدد سكانها بـ 126 نسمة بحسب إحصاء 2016.